# Ходорів (гміна)
Ґміна Ходорів (пол. Gmina Chodorów) — колишня (1934—1939 рр.) сільська ґміна Бібрського повіту Львівського воєводства Польської республіки (1918—1939) рр. Центром ґміни було село Ходорів.

1 серпня 1934 р. було створено ґміну Ходорів у Бібрському повіті. До неї увійшли сільські громади: Бородчице, Чартор'я, Кремерувка, Сухрув, Вежбіца, Волчатиче, Заґуречко, Залєсьце і Жирава.

За рішенням Президії Верховної Ради УРСР 17 січня 1940 р. ґміна ліквідована, а її територія включена до новоутвореного Ходорівського району.